# Chlorid měďnatý
Chlorid měďnatý je anorganická sloučenina se vzorcem CuCl2. Jedná se o žlutohnědou tuhou látku, která pomalu pohlcuje vlhkost a tvoří modrozelený dihydrát. Chlorid měďnatý je druhou nejrozšířenější měďnatou sloučeninou po síranu měďnatém.

## Struktura
Bezvodý chlorid měďnatý má strukturu vycházející z té, kterou známe od jodidu kademnatého. Měďnatá centra jsou osmistěnná. Většina měďnatých sloučenin vykazuje deformace oproti ideální osmistěnné geometrii vlivem Jahn-Tellerova efektu, který zde popisuje lokalizaci jednoho elektronu d v orbitalu, kde je silně antivazebný oproti páru chloridových ligandů. V CuCl2·2H2O má měď opět silně zdeformovanou osmistěnnou geometrii, centra mědi jsou obklopena dvěma ligandy vody a čtyřmi chloridovými, které asymetricky přemosťují měďnatá centra.
Chlorid měďnatý je paramagnetický. V historii byl CuCl2·2H2O použit pro první měření paramagnetické rezonance elektronů, a to Jevgenijem Zavojským v roce 1944.

## Vlastnosti a reakce

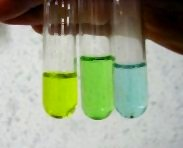
Vodné roztoky chloridu měďnatého. Zelenější s větším obsahem [Cl^{–}], modřejší s nižším.

Vodné roztoky připravované z chloridu měďnatého obsahují škálu měďnatých komplexů v závislosti na koncentraci, teplotě a přítomnosti dalších chloridových iontů. Tato škála sahá od modré barvy [Cu(H2O)6]2+ až po žlutou nebo červenou barvu halogenidových komplexů se vzorcem [CuCl2+x]x−.

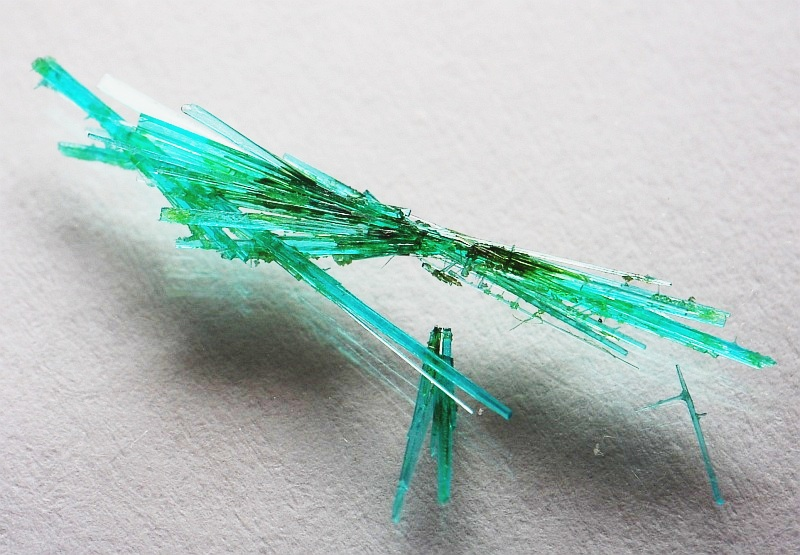
Krystaly dihydrátu chloridu měďnatého

Při 1 000 °C se chlorid měďnatý rozkládá na chlorid měďný a chlor:
2 CuCl2 → 2 CuCl + Cl2
S chlorovodíkem nebo jinými zdroji chloridu tvoří komplexní ionty: červený CuCl3− nebo žlutý CuCl42−.
CuCl2 + 2 Cl− ⇌ CuCl3− + Cl− ⇌ CuCl42−
Některé z těchto komplexů mohou krystalizovat z vodných roztoků a získávají širokou škálu různých struktur.
Při přidání hydroxidu do roztoku chloridu měďnatého se sráží hydroxid měďnatý:
CuCl2 + 2 NaOH → Cu(OH)2 + 2 NaCl
Chlorid měďnatý tvoří také různé koordinační komplexy s ligandy, například s pyridinem nebo trifenylfosfanoxidem:
CuCl2 + 2 C5H5N → [CuCl2(C5H5N)2] (čtyřstěnný)
CuCl2 + 2 (C6H5)3P=O → [CuCl2((C6H5)3P=O)2] (čtyřstěnný)
Ovšem některé „měkké ligandy“, například fosfanové (kupř. trifenylfosfan), jodidové nebo kyanidové, stejně jako třeba některé terciární aminy, způsobují redukci na měďné komplexy. Pro převod chloridu měďnatého na měďné deriváty je ale obecně běžnější redukovat vodný roztok oxidem siřičitým:
2 CuCl2 + SO2 + 2 H2O → 2 CuCl + 2 HCl + H2SO4
Hydrolýzou chloridu měďnatého vzniká oxychlorid měďnatý, Cu2Cl(OH)3, populární fungicid.

## Příprava
Chlorid měďnatý se komerčně připravuje chlorací mědi:
Cu + Cl2 + 2 H2O → CuCl2 · 2 H2O
Lze ho vyrábět také z hydroxidu, oxidu nebo uhličitanu měďnatého působením kyseliny chlorovodíkové. Elektrolýzou vodného roztoku chloridu sodného s měděnými elektrodami vzniká (kromě jiného) modrozelená pěna, kterou lze sbírat a převádět na hydrát chloridu měďnatého.
Bezvodý CuCl2 lze připravovat přímo slučováním prvků, tedy mědi a chloru.
CuCl2 lze čistit krystalizací z horké zředěné kyseliny chlorovodíkové, ochlazováním v lázni chloridu vápenatého a ledu.

## Výskyt v přírodě
Chlorid měďnatý se v přírodě vyskytuje jako velmi vzácný nerost tolbachit a v podobě dihydrátu jako eriochalcit. Oba se objevují blízko fumarol. Rozšířenější jsou smíšené oxyhydroxid-chloridy, například atacamit Cu2(OH)3Cl, objevující se v oxidačních zónách slojí měděné rudy za suchého podnebí (též v některých pozměněných usazeninách).

## Použití

### Kokatalyzátor ve Wackerově procesu
Hlavní průmyslovou aplikací chloridu měďnatého je jako kokatalyzátor (společně s chloridem palladnatým) ve Wackerově procesu. Zde se ethen (ethylen) převádí na ethanal (acetaldehyd) pomocí vody a vzduchu. Při reakci se PdCl2 redukuje na elementární palladium, CuCl2 ho oxiduje zpět na PdCl2. Vzduch pak oxiduje výsledný chlorid měďný zpět na chlorid měďnatý, čímž se cyklus uzavře.
1. C2H4 + PdCl2 + H2O → CH3CHO + Pd + 2 HCl
2. Pd + 2 CuCl2 → 2 CuCl + PdCl2
3. 4 CuCl + 4 HCl + O2 → 4 CuCl2 + 2 H2O

Celý proces lze zapsat takto:
2 C2H4 + O2 → 2 CH3CHO

### Chlorace
Chlorid měďnatý katalyzuje chloraci při výrobě vinylchloridu a dichlorethanu.

### Další aplikace v organické syntéze
Chlorid měďnatý má řadu různých specializovaných aplikací v syntéze organických sloučenin. Chloruje aromatické uhlovodíky – často za přítomnosti oxidu hlinitého. Je schopen chlorovat alfapozici karbonylových sloučenin:
Tato reakce probíhá v polárních rozpouštědlech, například dimethylformamidu (DMF), často v přítomnosti chloridu lithného, který reakci urychluje.
Za přítomnosti kyslíku může CuCl2 oxidovat fenoly. Takto lze získávat chinon nebo spřažený produkt oxidativní dimerizace. Druhý z procesů poskytuje (s velkou výtěžností) 1,1-binaftol:
Takové sloučeniny jsou surovinami pro syntézu BINAP a jeho derivátů.
Dihydrát chloridu měďnatého vyvolává hydrolýzu acetonidů, tj. deprotekci k regeneraci diolů nebo aminoalkoholů, jako v tomto příkladě (kde TBDPS = terc-butyldifenylsilyl):

### Pyrotechnika
CuCl2 lze použít v pyrotechnice k barvení plamene na modrozeleno (podobně jako další sloučeniny mědi).